# Ormosia albrighti
Ormosia albrighti là một loài ruồi trong họ Limoniidae. Chúng phân bố ở miền Tân bắc.